# Daniel Reichel
Daniel Reichel, né à Neuchâtel le 7 mai 1925 et mort à Lausanne le 14 juillet 1991, est une personnalité militaire vaudoise qui fut également directeur de la Bibliothèque militaire fédérale.

## Biographie
Daniel Reichel fait des études de lettres à l'Université de Neuchâtel, Florence et Zurich (licence en 1949), puis travaille au Bureau historique de l'état-major italien à Rome (1974).
Officiant comme instructeur des troupes d'artillerie (1949-1968), puis officier EMG (dès 1958) et enfin comme colonel EMG en 1971, Daniel Reichel est nommé directeur de la Bibliothèque militaire fédérale (1969-1983).
Auteur de nombreuses publications, il est également le fondateur en 1969 du Centre d'histoire et de prospective militaires à Pully.
Il a notamment obtenu en 1976 le prix Marcelin Guérin de l'Académie française pour son ouvrage Davout et l’art de la guerre.